# Колпаков, Валентин Алексеевич
Валентин Алексеевич Колпаков (25 декабря 1927, Невельский район, Ленинградская область — 19 июля 2006, Кривой Рог, Днепропетровская область) — советский шахтёр, бурильщик рудоуправления имени Коминтерна треста «Ленинруда» Министерства чёрной металлургии Украинской ССР. Герой Социалистического Труда (1971). 

## Биография
Родился 25 декабря 1927 года в деревне Торилово Невельского района Великолукского округа Ленинградской области (ныне Псковской области). Образование среднее.
Участник Великой Отечественной войны с 1944 года в составе 107-й гвардейской воздушно-десантной дивизии.
Жил в городе Кривой Рог. В 1951—1952 годах — бурильщик шахты «Новая» рудоуправления имени Карла Либкнехта. В 1952 году перешёл в отстающую бригаду шахты «Большевик» рудоуправления имени Коминтерна треста «Ленинруда» Министерства чёрной металлургии Украинской ССР. 
17 июля 1970 года указом Президиума Верховного Совета Украинской ССР присвоено звание «Заслуженный шахтёр Украинской ССР».
Указом Президиума Верховного Совета СССР от 30 марта 1971 года за выдающиеся успехи, достигнутые в выполнении заданий пятилетнего плана по развитию чёрной металлургии, Колпакову Валентину Алексеевичу присвоено звание Героя Социалистического Труда с вручением ордена Ленина и золотой медали «Серп и Молот».
В 1973 году избран депутатом Днепропетровского областного совета.
Работал в рудоуправлении имени Коминтерна до выхода на пенсию.
Новатор производства, изобретатель и рационализатор. Соавтор буровой установки ЛК-68. Одним из первых внедрил метод двух- и трёхверстатного бурения, увеличил диаметр бурения с 65 до 105 мм. Был последователем метода бурения А. Ф. Зинькова.
Умер 19 июля 2006 года в Кривом Роге.

## Награды
- медаль «За победу над Германией в Великой Отечественной войне 1941—1945 гг.» (25.01.1946);
- знак «Почётный горняк» (20.07.1963) — за высокие производственные показатели;
- медаль «За трудовую доблесть» (№ 227749 от 26.04.1966);
- серебряная медаль ВДНХ (№ 8541 от 24.03.1970);
- медаль «В ознаменование 100-летия со дня рождения Владимира Ильича Ленина» (03.04.1970);
- Заслуженный шахтёр УССР (17.07.1970);
- медаль «Серп и Молот» (№ 17563 от 30.03.1971);
- орден Ленина (№ 407473 от 30.03.1971);
- орден «Знак Почёта» (№ 1023250 от 19.02.1974);
- медаль «Ветеран труда» (27.04.1978);
- орден Отечественной войны 2-й степени;
- медаль «Защитнику Отчизны» (14.10.1999);
- знак «За заслуги перед городом» (Кривой Рог) (10.05.2000);
- бронзовая медаль ВДНХ;
- Победитель социалистического соревнования (1973, 1974, 1975, 1977, 1980);
- медали.

## Память
- Имя на Стеле Героев в Кривом Роге.